# Irina Lishchinska
Irina Lishchinska (Ucrania, 15 de enero de 1976) es una atleta ucraniana, especialista en la prueba de 1500 m, con la que ha logrado ser subcampeona mundial en 2007.

## Carrera deportiva
En los JJ. OO. de Pekín 2008 gana la plata en los 1500 metros, tras la keniana Nancy Langat y por delante de su compatriota la también ucraniana Nataliya Tobias.
Y en el Mundial de Osaka 2007 también gana la medalla de plata en los 1500 metros, con un tiempo de 4:00.69 segundos que fue su mejor marca personal, quedando en el podio tras la bareiní Maryam Yusuf Jamal y por delante de la búlgara Daniela Yordanova.